# Biblio-fr
Biblio-fr est une ancienne liste de diffusion destinée aux bibliothécaires et documentalistes francophones. Avec ses 15 500 abonnés (en 2007), elle était la liste de diffusion francophone la plus consultée,.

## Historique
Créée en 1993 à l'initiative d'Hervé Le Crosnier et de Michel Melot, cette liste diffuse des offres d'emplois, des liens Internet, des questions professionnelles et des débats concernant les bibliothèques et le monde de l'information. À partir de 2000, la liste est modérée par Sara Aubry.
En avril 1998, les « rencontres de Biblio-fr » avaient regroupé 200 professionnels de la documentation
Le site Web de l'Enssib a réalisé pendant plusieurs années un classement thématique des articles les plus importants parus sur la liste.
Biblio-fr s'est arrêté le mercredi 3 juin 2009. Les raisons de cet abandon par les modérateurs de la liste de diffusion ont été explicitées lors d'un mail envoyé ce même jour aux 18 000 abonnés de la liste,.

### Sources